# 宾斯多夫
宾斯多夫（德語：Bünsdorf）是德国石勒苏益格－荷尔斯泰因州的一个市镇。总面积13.24平方公里，总人口628人，其中男性319人，女性309人（2011年12月31日），人口密度47人/平方公里。